# Јулисиз (Канзас)
Јулисиз (енгл. Ulysses) град је у америчкој савезној држави Канзас.

## Демографија
По попису из 2010. године број становника је 6.161, што је 201 (3,4%) становника више него 2000. године.
| Група             | 2000.         | 2010.         |
| Белци             | 3.617 (60,7%) | 3.010 (48,9%) |
| Афроамериканци    | 17 (0,3%)     | 45 (0,7%)     |
| Азијати           | 27 (0,5%)     | 26 (0,4%)     |
| Хиспаноамериканци | 2.236 (37,5%) | 3.021 (49,0%) |
| Укупно            | 5.960         | 6.161         |